# (100378) 1995 VD6
(100378) 1995 VD6 es un asteroide perteneciente al cinturón de asteroides, descubierto el 14 de noviembre de 1995 por el equipo del Spacewatch desde el Observatorio Nacional de Kitt Peak, Arizona, Estados Unidos.

## Designación y nombre
Designado provisionalmente como 1995 VD6.

## Características orbitales
1995 VD6 está situado a una distancia media del Sol de 2,630 ua, pudiendo alejarse hasta 2,835 ua y acercarse hasta 2,425 ua. Su excentricidad es 0,077 y la inclinación orbital 0,970 grados. Emplea 1558 días en completar una órbita alrededor del Sol.

## Características físicas
La magnitud absoluta de 1995 VD6 es 16,2.